# Пигалев, Александр Иванович
Александр Иванович Пи́галев (7 января 1952 — 15 октября 2023) ― советский и российский философ и переводчик, специалист по истории философии, философии культуры и культурологии. Доктор философских наук (1993), профессор. Один из авторов «Культурология: энциклопедия».

## Биография
Родился 7 января 1952 года в Волгограде. В 1974 году окончил физический факультет Горьковского государственного университета. После этого два года работал ассистентом кафедры философии Горьковского университета. В 1976 году поступил в аспирантуру кафедры философии естественных факультетов Московского государственного университета. В 1979 году успешно защитил кандидатскую диссертацию в МГУ по теме «Социально-идеологические основания естественнонаучного теоретического знания». В 1979 году назначен на должность старшего преподавателя кафедры философии Волгоградского политехнического института. С 1983 по 1993 год преподаёт в Волгоградском государственном университете в должности доцента. В 1993 году в Институте философии Российской академии наук защитил диссертацию на соискание учёной степени доктора философских наук по теме «Нигилизм и проблема кризиса культуры в современной западной философии». С 1993 по 2008 год занимал должность профессора и заведующего кафедрой культурологии и истории философии Волгоградского государственного университета. С конца 2008 год работал профессором кафедры философии этого университета. Под его руководством было защищено 9 кандидатских диссертаций.

## Научная деятельность
Разработал следствия по философии и культурологии концепции европейского нигилизма в качестве конечного этапа развития метафизики в Европе и проявления феномена «смерти Бога». В связи с этим изучал метафизику в развитии культуры. Исследовал детали и следствия того обстоятельства, что метафизика строится по образцу открытых органических систем символического обмена, а её элементы при этом группируются вокруг некоторого особо выделенного центра.
Также разработал идею об универсальном характере символического центризма для западноевропейской культуры. Выявляется связь центризма метафизики и культуры с монологическим" характером классического философствования. В свете такой интерпретации разрабатывал исследовательские подходы, основанные на принципах философии диалога.
Исследовал философские и культурологические проблемы, связанные с закономерностями системных эффектов в обществе и культуре. Категории превращенной формы и фетишизма используются при рассмотрении типологических особенностей различных культур, их эволюции, средств обеспечения их устойчивого существования. Особое внимание Пигалев уделял закономерности функционирования семиотических систем, методы синергетики и сетевые модели в философии культуры, новые подходы к управлению обществом в условиях постмодерна.
Провёл критический анализ социальных аспектов современных концепций «управления реальностью», претендующих на создание альтернативных онтологии и эпистемологии. К числу научных результатов следует отнести также концептуальное исследование на русском языке философских взглядов Ойгена Розенштока-Хюсси, Рене Жирара и Грегори Бейтсона, что позволило ввести ряд их идей в контекст отечественной философии.